# Michał Kupferschmid

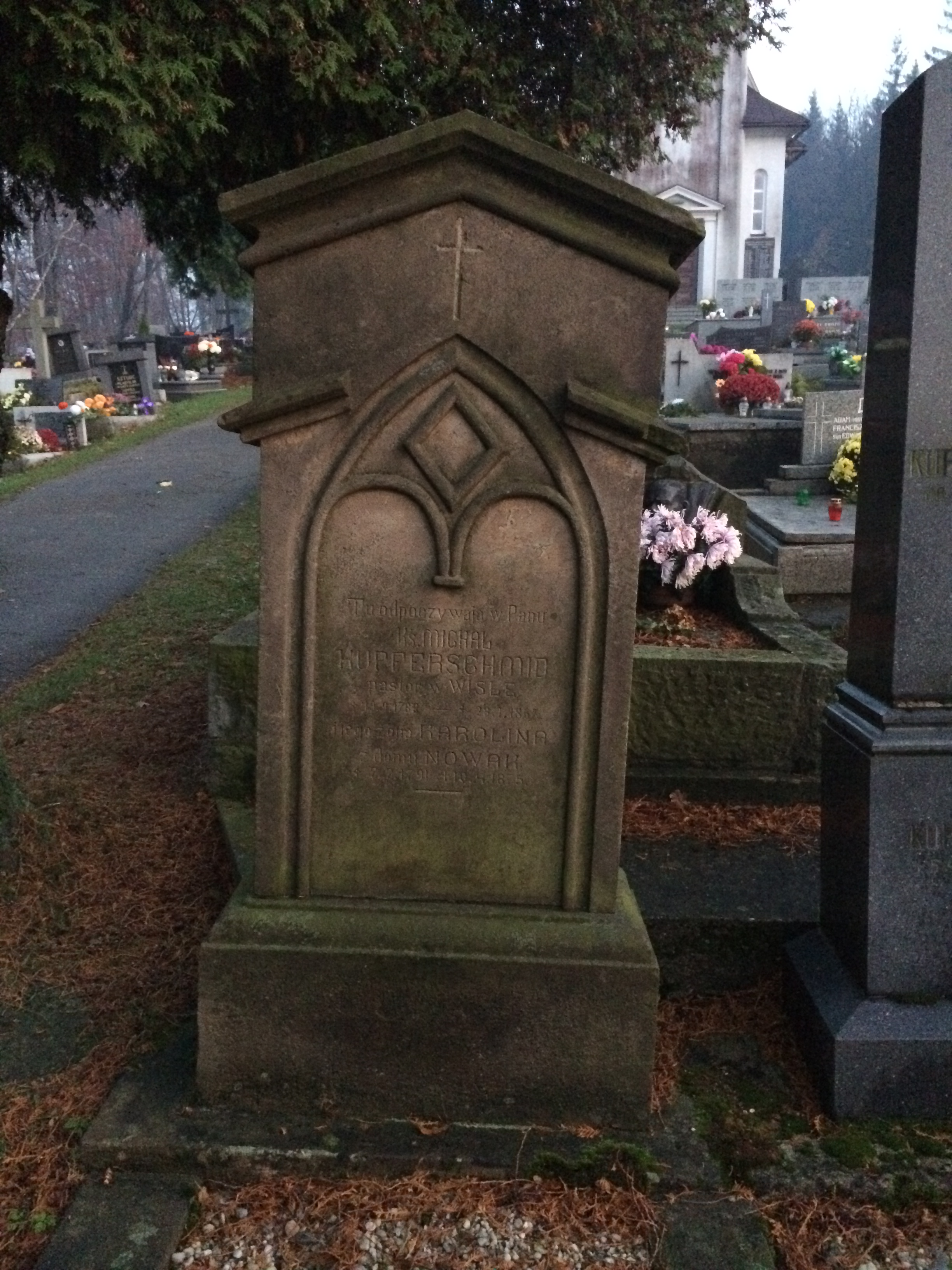
Grób ks. Michała Kupferschmida na cmentarzu ewangelickim „Na Groniczku” w Wiśle

Michał Kupferschmid (ur. 19 września 1783 w Słowiańskiej Wsi, zm. 28 stycznia 1867) – duchowny luterański, przez 44 lata pastor parafii ewangelicko-augsburskiej w Wiśle, działacz społeczny.

## Życiorys
Był narodowości niemieckiej. W wieku 18 lat rozpoczął naukę w seminarium nauczycielskim w Goemene. Od 1808 był nauczycielem w Bielsku. W latach 1812–1818 był proboszczem w Gosau w Górnej Austrii. W 1818 superintendent Jan Jerzy Schmitz von Schmetzen kieruje go na stanowisko pastora w Wiśle. Po roku pełnienia tej funkcji posługuje się już językiem polskim, który odtąd używał w toku pełnienia wszystkich czynności kościelnych i społecznych. Obok pracy duszpasterskiej, był radnym w Wydziale Gminnym Wisły. Na emeryturę przeszedł w 1862 w wieku lat 80. Stanowisko proboszcza przejął po nim syn Gustaw, pełniący uprzednio przy ojcu funkcję wikariusza.

## Ważniejsze dokonania w Wiśle
- 1818 - założenie cmentarza ewangelickiego
- 1824 - otwarcie wzniesionego z jego inicjatywy budynku szkoły ewangelickiej
- 1833 - położenie kamienia węgielnego nowego kościoła ewangelickiego. Świątynia, według projektu Edwarda Koerbera, zostaje poświęcona w 1838. Obiekt uzyskuje wieżę dopiero w 1863 po ogłoszeniu Patentu Protestanckiego[1].

## Odznaczenia
- Złoty Krzyż Zasługi (1858)
- Złoty Krzyż z Koroną (1862)[1]

## Życie osobiste
W 1812 ożenił się z Karoliną Nowak (1791-1875), córką pastora Jerzego Nowaka i siostrą architekta Edwarda Koerbera, późniejszego projektanta kościoła w Wiśle. W małżeństwie tym dwóch synów: Juliusza Agatona, który zmarł w dzieciństwie i Gustawa (1817-1886), duchownego, późniejszego proboszcza w Wiśle.

## Miejsce pochówku
Spoczywa na założonym przez siebie cmentarzu ewangelickim „Na Groniczku” w Wiśle.